# Хребет Ширшова
Хребет Ширшова — океанічний хребет у Беринговому морі, розташований уздовж 170—171° E.
Хребет Ширшова простягається у субмеридіональному напрямку від Олюторського півострова на 670 км S. Є підводним продовженням Олюторського хребта Коряцького нагір'я. Олюторсько-Ширшовський гірський пояс витягнутий з півночі на південь на 900 км до Алеутської дуги у східній частині Берингового моря. Хребет обмежує зі сходу Командорський басейн та височіє на 2–2,5 км над навколишніми басейнами.
Геологічна структура хребта, складається з ряду хаотично впорядкованих шарів тектонічних плит із кори давнього океанічного басейну. Вік північної частини оцінюється у 95 млн років, а південної — 33 млн років. Геологічна структура також відрізняється між обома частинами.
Ширина хребта Ширшова зменшується з 200 км на півночі до 25 км на півдні. У південній частині хребет змінює орієнтування на субширотне і майже змикається з хребтом Бауерса. Хребет складний вулканогенними і флішевими породами крейдового періоду
Хребет отримав свою назву на честь радянського вченого П. П. Ширшова, він був виявлений і досліджений під час 8-го і 16-го рейсів НДС «Витязь» (1951 і 1953 рр. відповідно)